# Ahmad Nazif
Ahmad Naẓīf (in arabo أحمد نظيف‎?; Alessandria d'Egitto, 8 luglio 1952) è un politico egiziano, Primo ministro dell'Egitto dal 2004 al 2011.
Il 27 settembre 2005 si dimise per consentire al Presidente Hosni Mubarak d'indire nuove elezioni generali, dopo le quali (il 27 dicembre successivo) formò un nuovo governo. Durante la Rivoluzione egiziana del 2011, il presidente Mubarak gli ha revocato il mandato per formare un nuovo esecutivo.

## Governo
Il Presidente Hosni Mubarak lo ha invitato a formare un nuovo governo il 9 luglio 2004. Il Primo ministro Nazif ha giurato insieme con 14 componenti del nuovo Gabinetto il 14 luglio 2004. Ricevette regolarmente la fiducia del Parlamento. Fino a quel momento è stato il più giovane Primo ministro della storia parlamentare repubblicana egiziana e il secondo più giovane, contando anche la storia dell'Egitto contemporaneo, khediviale e monarchico. Il suo governo è noto per essere in maggioranza composto da tecnocrati e laureati di orientamento neo-liberista. Si afferma anche che esso sia il più ricco governo della storia egiziana repubblicana.
È stato investito della sua carica succedendo al Primo Ministro ʿAtef Ebeid che s'era dimesso in una riunione d'emergenza governativa che aveva posto fine al Gabinetto di 34 ministri in carica da quattro anni. In quella compagine ministeriale Nazif era ministro delle Comunicazioni e dell'Informazione Tecnologica. Prima di ciò, Ahmad Nazif era stato un professore della Facoltà d'Ingegneria della Università del Cairo.
Ahmad Nazif ha una reputazione di onestà e di modernità. È d'un certo interesse che il suo nome in lingua araba significhi "pulito", di modo che i commentatori arabi sentono il suo nome come "Signor Pulito". Il dott. Nazif e il suo governo si sono impegnati a rilanciare il ruolo dell'imprenditoria privata nell'economia. Tra i suoi ministri figurano:
- Dott. Mahmud Muhyi al-Din Ministro degli Investimenti (Economista e membro del Comitato per l'Alta Politica del Partito Nazionale Democratico, il partito al potere)
- Rashid Muhammad Rashid Ministro dell'Industria e del Commercio con l'estero (già consulente di giganti industriali quali la Unilever & Fine Foods e componente della Direzione dell'HSBC d'Egitto)
- Tariq Kamil Ministro delle Comunicazioni e dell'Informazione Tecnologica
- Anas al-Faki Ministro dell'Informazione (già capo del Palazzo della Cultura e membro del Comitato per l'Alta Politica del Partito Nazionale Democratico)
- Yusuf Butrus Ghali Ministro delle Finanze (già membro della Direzione della Ahly Bank, ossia Banca Nazionale, e analista esperto d'economia del Fondo Monetario Internazionale)

Insieme ai molti obiettivi prefissati dal suo breve governo, il Gabinetto Nazif ha cercato di risolvere alcuni grossi problemi con modesti successi come per esempio la nuova legge sulle tasse, ridurre tariffe per favorire le richieste della WTO, automatizzare il governo, ridurre l'inflazione, liberalizzare la stampa e combattere per la riforma costituzionale che fu finalmente proposta e accettata nel 2005.
Durante il suo mandato come Ministro per le Comunicazioni e la Tecnologia delle Informazioni è ricordato per aver stabilito il piano egiziano per la connettività ad internet gratuita oltre all'incremento dell'accesso pubblico ai computer con computer low-cost venduti da produttori privati attraverso la Egyptian Telecommunications Company (Telecom Egypt), che finì sotto la giurisdizione del Ministero per le Comunicazioni e la Tecnologia delle Informazioni. Il successore di Nazif, tra l'altro un suo amico, Tariq Kamel nel Ministero per le Comunicazioni e la Tecnologia delle Informazioni collaborò per rafforzare il ruolo dell'Egitto nel mercato IT Internazionale e nel miglioramento delle infrastrutture locali per favorire la crescita esponenziale dell'Egitto nella domanda per apparecchiature IT nella vita quotidiana.

## Istruzione e famiglia
Ahmad Nazif si è diplomato nella El Nasr Boys' School (EBS) di Alessandria, Egitto -Classe del 1969-
Ahmad Nazif ha conseguito un PhD in Ingegneria Informatica nella McGill University di Montréal (Canada).
Ahmad Nazif risiede in un complesso suburbano del Cairo con sua moglie e i loro 2 figli. È figlio di Mahmud Nazif, ex-marittimo, già proprietario di un'agenzia di navigazione marittima.